# 山口県の灯台一覧
山口県の灯台一覧（やまぐちけんのとうだいいちらん）は、山口県にある灯台及び、照射灯、浮標灯などをまとめた一覧である。

## 灯台
- ホウジロ灯台 山口県熊毛郡上関町（ホウジロ島）
- 八島灯台 山口県熊毛郡上関町（八島平根埼）
- 小水無瀬島灯台 山口県大島郡周防大島町（小水無瀬島）
- 天田島灯台 山口県熊毛郡上関町（天田島）
- 鼻繰島灯台 山口県熊毛郡上関町（鼻繰島）
- 下荷内島灯台 山口県大島郡周防大島町（下荷内島）
- 室津灯台 山口県熊毛郡上関町（室津）
- 火振岬灯台 山口県下松市（火振岬）
- 角島灯台 山口県豊浦郡豊北町（角島北西端）
- 岩島灯台 山口県徳山下松港（岩島）
- 久賀港大崎鼻灯台 山口県大島郡周防大島町（大崎鼻）
- 佐波島灯台 山口県防府市（佐波島）
- 三田尻灯台 山口県防府市（竜宮埼）
- 室積港灯台 山口県光市（象鼻ケ岬）
- 周防野島灯台 山口県防府市（野島）
- 周防立石灯台 山口県山口市（立石）
- 情島灯台 山口県大島郡周防大島町（情島薬研鼻）
- 草山埼灯台 山口県山口市（草山埼）
- 大磯灯台 山口県大島郡周防大島町（大磯）
- 大水無瀬島灯台 山口県徳山下松港(大水無瀬島)
- 中関灯台 山口県防府市（西泊山）
- 長門伊瀬灯台 山口県豊浦郡豊北町（伊瀬）
- 徳山下松港地ノ筏灯台 山口県徳山下松港第1区（地ノ筏）
- 徳山下松港東ソーセメント1号桟橋灯台 山口県徳山下松港第1区（東ソーセメント1号桟橋南西端）
- 徳山下松港日本精蝋桟橋灯台 山口県徳山下松港第3区（日本精蝋桟橋外端）
- 特牛灯台 山口県豊浦郡豊北町（特牛）

## 防波堤灯台
- 秋穂港浦防波堤灯台 山口県秋穂港（浦防波堤外端）
- 八島港A1防波堤灯台 山口県熊毛郡上関町（八島港A1防波堤外端）
- 平郡港羽仁A防波堤灯台 山口県柳井市（平郡港羽仁A防波堤外端）
- 祝島港東D防波堤東灯台 山口県熊毛郡上関町（祝島港東D防波堤東端）
- 白井田港A防波堤灯台 山口県熊毛郡上関町（白井田港A防波堤外端）
- 上関港A防波堤灯台 山口県上関港（A防波堤外端）
- 室津港白浜D防波堤西灯台 山口県室津港（白浜D防波堤西端）
- 室津港新西町防波堤灯台 山口県室津港（新西町防波堤外端）
- 室津港昭和町防波堤灯台 山口県室津港（昭和町防波堤外端）
- 粟野港沖防波堤灯台 山口県粟野港（沖防波堤外端）
- 安下庄港亀島A防波堤灯台 山口県安下庄港（亀島A防波堤外端）
- 安下庄港亀島西防波堤灯台 山口県安下庄港（亀島西防波堤外端）
- 伊保田港A防波堤東灯台 山口県大島郡周防大島町（伊保田港A防波堤東端）
- 角島港南防波堤灯台 山口県角島港（南防波堤外端）
- 岩国港北防波堤灯台 山口県岩国港第2区（北防波堤外端）
- 久賀港中央防波堤灯台 山口県久賀港（中央防波堤外端）
- 久賀港天満沖防波堤西灯台 山口県久賀港（天満沖防波堤西端）
- 久賀港弁天B防波堤西灯台 山口県久賀港（弁天B防波堤西端）
- 牛島港牛島1号防波堤灯台 山口県光市（牛島港牛島1号防波堤外端）
- 三田尻中関港郷ケ崎防波堤灯台 山口県三田尻中関港（郷ケ崎防波堤外端）
- 三田尻中関港築地東防波堤南灯台 山口県三田尻中関港（築地東防波堤南端）
- 宇部港西防波堤灯台 山口県宇部港（西防波堤外端）
- 宇部岬港沖防波堤東灯台 山口県宇部港（宇部岬港沖防波堤東端）
- 秋穂漁港大海防波堤灯台 山口県山口市（秋穂漁港大海防波堤外端）
- 秋穂港花香南防波堤灯台 山口県秋穂港（花香南防波堤外端）
- 小串港川棚防波堤灯台 山口県小串港（川棚防波堤外端）
- 小串港南防波堤灯台 山口県小串港（南防波堤外端）
- 西浦港西1号防波堤灯台 山口県防府市（西浦港西1号防波堤外端）
- 大津島港本浦防波堤灯台 山口県周南市大津島（大津島港本浦防波堤外端）
- 柱島港来見沖防波堤灯台 山口県岩国市（柱島港来見沖防波堤灯台）
- 徳山下松港光南防波堤灯台 山口県徳山下松港（光南防波堤外端）
- 徳山下松港新川防波堤灯台 山口県徳山下松港（新川防波堤外端）
- 徳山下松港島田防波堤灯台 山口県徳山下松港（島田防波堤外端）
- 徳山下松港徳山築港防波堤灯台 山口県徳山下松港（築港防波堤外端）
- 徳山下松港南防波堤灯台 山口県徳山下松港（光南防波堤外端）
- 徳山漁港西防波堤灯台 山口県徳山下松港（徳山漁港西防波堤外端）
- 徳山築港防波堤灯台 山口県徳山下松港（築港防波堤外端）
- 特牛港南防波堤灯台 山口県特牛港（南防波堤外端）
- 白木港外入B防波堤灯台 山口県大島郡周防大島町（白木港外入B防波堤外端）
- 浮島港樽見D防波堤南灯台 山口県大島郡周防大島町（浮島港樽見D防波堤南端）
- 平生港尾津5号防波堤南灯台 山口県平生港（尾津5号防波堤南端）
- 平生佐賀港沖防波堤西灯台 山口県熊毛郡平生町（佐賀港沖防波堤西端）
- 矢玉港A防波堤照射灯 山口県豊浦郡豊北町（矢玉港A防波堤灯台）
- 矢玉港A防波堤灯台 山口県豊浦郡豊北町（矢玉港A防波堤外端）
- 柳井港新東防波堤西灯台 山口県柳井港（新東防波堤西端）
- 柳井港西防波堤灯台 山口県柳井港（西防波堤外端）
- 柳井港東防波堤灯台 山口県柳井港（東防波堤外端）
- 油田港油宇西A防波堤灯台 山口県大島郡周防大島町（油田港油宇西A防波堤外端）
- 由宇港由宇1号防波堤灯台 山口県岩国市（由宇港由宇1号防波堤外端）
- 和久港A防波堤灯台 山口県豊浦郡豊北町（和久港A防波堤外端）

## 照射灯
- クヅ瀬照射灯 山口県豊浦郡豊北町（角島灯台）
- 岩屋ノ鼻沖ノ瀬照射灯 山口県山口市（岩屋ノ鼻）
- 元山三ヶ瀬南西照射灯 山口県豊浦郡豊北町（角島元山）
- 元山三ヶ瀬北東照射灯 山口県豊浦郡豊北町（角島元山）
- 草山埼叺ノ瀬照射灯 山口県山口市（草山埼灯台）
- 特牛地ノ瀬照射灯 山口県豊浦郡豊北町（特牛灯台）

## 灯浮標
- 伊予灘航路第2号灯浮標 ホウジロ灯台（山口県熊毛郡上関町）の西方約11キロメートル
- 伊予灘航路第3号灯浮標 ホウジロ灯台（山口県熊毛郡上関町）の西南西方約4.1キロメートル
- 伊予灘航路第4号灯浮標 ホウジロ灯台（山口県熊毛郡上関町）の南東方約4.8キロメートル
- 祝島南西方灯浮標 ホウジロ灯台（山口県熊毛郡上関町）の西南西方約7.2キロメートル
- 伊予灘航路第5号灯浮標 八島灯台（山口県熊毛郡上関町）の南方約2.3キロメートル
- 伊予灘航路第6号灯浮標 八島灯台（山口県熊毛郡上関町）の東方約7.7キロメートル
- 伊予灘航路第7号灯浮標 小水無瀬島灯台（山口県大島郡周防大島町）の西南西方約9.6キロメートル
- 八島センガイ瀬灯浮標 八島港A1防波堤灯台（山口県熊毛郡上関町）の北北西方約2.2キロメートル
- 平郡水道第1号灯浮標 天田島灯台（山口県熊毛郡上関町）の南東方約1.8キロメートル
- 烏帽子瀬灯浮標 鼻繰島灯台（山口県熊毛郡上関町）の西南西方約2.2キロメートル
- 平郡水道第2号灯浮標 下荷内島灯台（山口県大島郡周防大島町）の南方約2.0キロメートル
- 平郡水道第3号灯浮標 沖家室島長瀬灯標（山口県大島郡周防大島町）の西南西方約6.7キロメートル
- 徳山航路第1号灯浮標 火振岬灯台（山口県下松市）の南西方約12キロメートル
- 下松東第3号灯浮標 山口県徳山下松港第4区内（鎌石岬東端の東北東方約420メートル）
- 戒善寺礁灯浮標 大磯灯台（山口県大島郡周防大島町）の北西方約340メートル
- 海士ヶ瀬南灯浮標 特牛灯台（山口県豊浦郡豊北町）の北北西方約3.6キロメートル
- 海士ヶ瀬北灯浮標 特牛灯台（山口県豊浦郡豊北町）の北北西方約3.7キロメートル
- 岩国港B灯浮標 山口県岩国港第2区（甲島三角点の北西方約6.0キロメートル）
- 岩国港C灯浮標 山口県岩国港第2区（甲島三角点の北西方約2.9キロメートル）
- 岩国港D灯浮標 山口県岩国港第2区（甲島三角点の西南西方約5.2キロメートル）
- 広島湾第1号灯浮標 柱島港来見沖防波堤北灯台（山口県岩国市）の東方約6.0キロメートル
- 黒瀬灯浮標 山口県三田尻中関港内（中関灯台の南南東方約1.8キロメートル）
- 三田尻中開港中開第6号灯浮標 山口県三田尻中関港（中関灯台の東北東方約1.7キロメートル）
- 三田尻中関港黒瀬南灯浮標 山口県三田尻中関港（中関灯台の南南東方約1.8キロメートル）
- 三田尻中関港三田尻第1号灯浮標 山口県三田尻中開港（三田尻中関港郷ケ崎防波堤灯台の東方約1.4キロメートル）
- 三田尻中関港三田尻第2号灯浮標 山口県三田尻中開港（三田尻中関港郷ケ崎防波堤灯台の東方約1.5キロメートル）
- 三田尻中関港三田尻第3号灯浮標 山口県三田尻中関港（三田尻中関港郷ケ崎防波堤灯台の東北東方約980メートル）
- 三田尻中関港三田尻第5号灯浮標 山口県三田尻中関港（三田尻中関港郷ケ崎防波堤灯台の北東方約920メートル）
- 三田尻中関港三田尻第6号灯浮標 山口県三田尻中関港（三田尻中関港郷ケ崎防波堤灯台の北東方約1.0キロメートル）
- 三田尻中関港西浦第3号灯浮標 山口県三田尻中関港（西浦港西1号防波堤灯台の西南西方約340メートル）
- 三田尻中関港西浦第5号灯浮標 山口県三田尻中関港（西浦港西1号防波堤灯台の北方約520メートル）
- 三田尻中関港中関第1号灯浮標 山口県三田尻中関港（中関灯台の南南東約1.0キロメートル）
- 三田尻中関港中関第2号灯浮標 山口県三田尻中関港（中関灯台の南南東方約1.2キロメートル）
- 三田尻中関港中関第3号灯浮標 山口県三田尻中関港（中関灯台の東方約1.1キロメートル）
- 三田尻中関港中関第4号灯浮標 山口県三田尻中関港（中関灯台の東方約1.1キロメートル）
- 三田尻中関港中関第6号灯浮標 山口県三田尻中関港（中関灯台の東北東方約2.1キロメートル）
- 三田尻中関港中関第8号灯浮標 山口県三田尻中関港内（中関灯台の東北東方約2.1キロメートル）
- 三田尻中関第4号灯浮標 山口県三田尻中関港（中関灯台の東方1.1キロメートル）
- 周防灘北航路第1号灯浮標 周防立石灯台（山口県山口市）の南方約9.7キロメートル
- 周防灘北航路第2号灯浮標 周防野島灯台（山口県防府市）の北北西方約7.8キロメートル
- 小松港沖ノ藻北方灯浮標 山口県小松港（大磯灯台の南南東方約1.3キロメートル）
- 小瀬川尻灯浮標 山口県岩国港（岩国港北防波堤灯台の北東方約2.3キロメートル）
- 新南陽灯浮標 山口県徳山下松港第3区（西ノ島三角点の北西約1.2キロメートル）
- 大畠航路第1号灯浮標 下荷内島灯台（山口県大島郡周防大島町）の北北西方約4.8キロメートル
- 大畠航路第2号灯浮標 笠佐島三角点（山口県大島郡周防大島町）の南南東方約2.5キロメートル
- 大畠航路第3号灯浮標 笠佐島三角点（山口県大島郡周防大島町）の北西方約1.2キロメートル
- 大畠航路第4号灯浮標 飯ノ山三角点（山口県大島郡周防大島町）の北北東方約1.1キロメートル
- 大畠航路第5号灯浮標 松ケ鼻（山口県大島郡周防大島町（前島））の西北西方約2.7キロメートル
- 中関第1号灯浮標 山口県三田尻中関港内（中関灯台の南南東方約1.0キロメートル）
- 中関第2号灯浮標 山口県三田尻中関港内（中関灯台の南南東方約1.2キロメートル）
- 中関第4号灯浮標 山口県三田尻中関港内（中関灯台の東方約1.1キロメートル）
- 中関第6号灯浮標 山口県三田尻中関港内（中関灯台の東北東方約1.7キロメートル）
- 中関第8号灯浮標 山口県三田尻中関港内（中関灯台の東北東方約2.1キロメートル）
- 徳山下松港N－7埋立工事A灯浮標 山口県徳山下松港第3区（西ノ島三角点の南南東方約250メートル）
- 徳山下松港N－7埋立工事B灯浮標 山口県徳山下松港第3区（西ノ島三角点の南南西方約370メートル）
- 徳山下松港N－7埋立工事C灯浮標 山口県徳山下松港第3区（西ノ島三角点の南南西方約540メートル）
- 徳山下松港N－7埋立工事D灯浮標 山口県徳山下松港第3区（西ノ島三角点の南南西方約620メートル）
- 徳山下松港N－7埋立工事E灯浮標 山口県徳山下松港第3区（西ノ島三角点の南南西方約730メートル）
- 徳山下松港N－7埋立工事F灯浮標 山口県徳山下松港第3区（西ノ島三角点の南南西方約830メートル）
- 徳山下松港N－7埋立工事G灯浮標 山口県徳山下松港第3区（西ノ島三角点の南西方約990メートル）
- 徳山下松港N－7埋立工事H灯浮標 山口県徳山下松港第3区（西ノ島三角点の西南西方約1キロメートル）
- 徳山下松港N－7埋立工事I灯浮標 山口県徳山下松港第3区（西ノ島三角点の西南西方約1.1キロメートル）
- 徳山下松港N－7埋立工事J灯浮標 山口県徳山下松港第3区（西ノ島三角点の西南西方約1.2キロメートル）
- 徳山下松港N－7埋立工事K灯浮標 山口県徳山下松港第3区（西ノ島三角点の西方約1.1キロメートル）
- 徳山下松港N－7埋立工事L灯浮標 山口県徳山下松港第3区（西ノ島三角点の西北西方約910メートル）
- 徳山下松港N－7埋立工事M灯浮標 山口県徳山下松港第3区（西ノ島三角点の西北西方約1キロメートル）
- 徳山下松港N－7埋立工事N灯浮標 山口県徳山下松港第3区（西ノ島三角点の北西方約940メートル）
- 徳山下松港N－7埋立工事O灯浮標 山口県徳山下松港第3区（西ノ島三角点の北西方約770メートル）
- 徳山下松港下松西口灯浮標 山口県徳山下松港第3区（古島北端の北北東方約530メートル）
- 徳山下松港下松東第1号灯浮標 山口県徳山下松港第4区内（鎌石岬東端の東北東方約420メートル）
- 徳山下松港下松東第3号灯浮標 山口県徳山下松港第4区（寺埼の東北東方約100メートル）
- 徳山下松港徳山第1号灯浮標 山口県徳山下松港第3区（徳山下松港地ノ筏灯台の南南西方約4.9キロメートル）
- 徳山下松港徳山第2号灯浮標 山口県徳山下松港第3区（徳山下松港地ノ筏灯台の南南西方約4.9キロメートル）
- 徳山下松港徳山第3号灯浮標 山口県徳山下松港第3区（徳山下松港池ノ筏灯台の南南西方約3.0キロメートル）
- 徳山下松港徳山第5号灯浮標 山口県徳山下松港第1区（徳山下松港地ノ筏灯台の南方約1.3キロメートル）
- 徳山下松港徳山第6号灯浮標 山口県徳山下松港第1区（徳山下松港地ノ筏灯台の南方約1.4キロメートル）
- 徳山下松港徳山第7号灯浮標 山口県徳山下松港第1区（徳山下松港地ノ筏灯台の東南東方約600メートル）
- 徳山下松港粭島北方灯浮標 山口県徳山下松港第3区（岩島灯台の北東方約1.5キロメートル）
- 徳山航路第2号灯浮標 岩島灯台（山口県周南市）の南南西方約2.5キロメートル
- 徳山出光第1号灯浮標 山口県徳山下松港第1区（蛇島三角点の南東方約430メートル）
- 徳山出光第3号灯浮標 山口県徳山下松港第1区（蛇島三角点の北東方約1.4キロメートル）
- 徳山第1号灯浮標 山口県徳山下松港第3区内（徳山沖ノ筏灯台の南南西方約2.5キロメートル）
- 徳山第2号灯浮標 山口県徳山下松港第3区内（徳山沖ノ筏灯台の南南西方約2.5キロメートル）
- 徳山第3号灯浮標 山口県徳山下松港第1区内（徳山沖ノ筏灯台の南方約1.3キロメートル）
- 徳山第4号灯浮標 山口県徳山下松港第1区内（徳山沖ノ筏灯台の南方約1.4キロメートル）
- 徳山第5号灯浮標 山口県徳山下松港第1区内（徳山沖ノ筏灯台の東南東方約600メートル）
- 徳島下松港下松東第1号灯浮標 山口県徳山下松港第4区（鎌石岬の東北東方約420メートル）
- 入鹿瀬灯浮標 草山埼灯台（山口県山口市）の南西方約3.7キロメートル
- 富田航路第2号灯浮標 黒髪三角点（山口県周南市）の西北西方約3.1キロメートル
- 富田航路第3号灯浮標 山口県徳山下松港第3区（黒髪三角点の北北東方約1.4キロメートル）
- 富田航路第5号灯浮標 山口県徳山下松港第3区（黒髪三角点の北東方約2.0キロメートル）
- 富田航路第6号灯浮標 山口県徳山下松港第3区（黒髪三角点の北東方約2.1キロメートル）
- 富田航路第7号灯浮標 山口県徳山下松港第3区（黒髪三角点の北東方約2.3キロメートル）
- 富田航路第10号灯浮標 山口県徳山下松港第1区（黒髪三角点の北東方約3.3キロメートル）
- 富田航路第11号灯浮標 山口県徳山下松港第1区（黒髪三角点の北東方約3.5キロメートル）
- 富田航路第14号灯浮標 山口県徳山下松港第1区（徳山下松港地ノ筏灯台の西方約1.3キロメートル）
- 富田航路第16号灯浮標 山口県徳山下松港第1区（徳山下松港地ノ筏灯台の北方約220メートル）
- 富田航路第17号灯浮標 山口県徳山下松港第1区（徳山下松港築港防波堤灯台の西南西方約650メートル）
- 宇部港第1号灯浮標 山口県宇部港（宇部港西防波堤灯台の南南西方約5.8キロメートル）
- 宇部港第2号灯浮標 山口県宇部港（宇部港西防波堤灯台の南南西方約5.8キロメートル）
- 宇部港第3号灯浮標 山口県宇部港（宇部港西防波堤灯台の南南西方約4.0キロメートル）
- 宇部港第4号灯浮標 山口県宇部港（宇部港西防波堤灯台の南南西方約3.9キロメートル）
- 宇部港第5号灯浮標 山口県宇部港（宇部港西防波堤灯台の南南西方約2.1キロメートル）
- 宇部港第6号灯浮標 山口県宇部港（宇部港西防波堤灯台の南南西方約2.1キロメートル）
- 宇部港第8号灯浮標 山口県宇部港（宇部港西防波堤灯台の南南西方約1.2キロメートル）
- 宇部港第9号灯浮標 山口県宇部港（宇部港西防波堤灯台の南西方約880メートル）
- 宇部港第12号灯浮標 山口県宇部港（宇部港西防波堤灯台の南方約300メートル）
- 宇部港東第3号灯浮標 山口県宇部港（宇部港西防波堤灯台の南西方約2.2キロメートル）
- 宇部港東第4号灯浮標 山口県宇部港（宇部港西防波堤灯台の南西方約1.7キロメートル）
- 宇部港火力発電所技術センター第2号灯浮標 山口県宇部港（本山岬の北東方約3.3キロメートル）
- 宇部港火力発電所技術センター第4号灯浮標 山口県宇部港（本山岬の北東方約3.6キロメートル）
- 宇部港火力発電所技術センター第6号浮標 山口県宇部港（本山岬の北東方約3.9キロメートル）
- 宇部港西第1号灯浮標 山口県宇部港（本山岬の東南東方約2.6キロメートル）
- 宇部港西第2号灯浮標 山口県宇部港（本山岬の東南東方約2.7キロメートル）
- 宇部港西第3号灯浮標 山口県宇部港（本山岬の東南東方約3.1キロメートル）
- 宇部港西第4号灯浮標 山口県宇部港（本山岬の東南東方約3.2キロメートル）
- 要岩灯浮標 特牛灯台（山口県豊浦郡豊北町）の西北西方約1.1キロメートル

## 橋梁灯、橋梁標
- 沖家室大橋橋梁灯（P7灯） 沖家室大橋橋梁灯（C2灯）の南西方約35メートル
- 沖家室大橋橋梁灯（P8灯） 沖家室大橋橋梁灯（C2灯）の南南西方約35メートル
- 沖家室大橋橋梁灯（R1灯） 沖家室大橋橋梁灯（C2灯）の南西方約25メートル
- 沖家室大橋橋梁灯（R2灯） 沖家室大橋橋梁灯（C2灯）の南南西方約24メートル
- 沖家室大橋橋梁灯（C2灯） 山口県大島郡周防大島町（沖家室大橋東側面中央）
- 沖家室大橋橋梁灯（L1灯） 沖家室大橋橋梁灯（C2灯）の北北東方約24メートル
- 沖家室大橋橋梁灯（L2灯） 沖家室大橋橋梁灯（C2灯）の北北東方約23メートル
- 沖家室大橋橋梁灯（P5灯） 沖家室大橋橋梁灯（C2灯）の北北東方約56メートル
- 沖家室大橋橋梁灯（P6灯） 沖家室大橋橋梁灯（C2灯）の北北東方約55メートル
- 沖家室大橋橋梁灯（P3灯） 沖家室大橋橋梁灯（C2灯）の北北東方約150メートル
- 沖家室大橋橋梁灯（P4灯） 沖家室大橋橋梁灯（C2灯）の北北東方約150メートル
- 沖家室大橋橋梁灯（P1灯） 沖家室大橋橋梁灯（C2灯）の北北東方約190メートル
- 沖家室大橋橋梁灯（P2灯） 沖家室大橋橋梁灯（C2灯）の北北東方約190メートル
- 角島大橋橋梁灯（L1灯） 長門伊瀬灯台（山口県豊浦郡豊北町）の南西方約1.2キロメートル
- 角島大橋橋梁灯（L2灯） 長門伊瀬灯台（山口県豊浦郡豊北町）の南西方約1.2キロメートル
- 角島大橋橋梁灯（P1灯） 角島大橋橋梁灯（L1灯）の東南東方約20メートル
- 角島大橋橋梁灯（P2灯） 角島大橋橋梁灯（L2灯）の東南東方約20メートル
- 角島大橋橋梁灯（P3灯） 角島大橋橋梁灯（L1灯）の西北西方約90メートル
- 角島大橋橋梁灯（P4灯） 角島大橋橋梁灯（L2灯）の西北西方約90メートル
- 角島大橋橋梁灯（R1灯） 角島大橋橋梁灯（L1灯）の西北西方約70メートル
- 角島大橋橋梁灯（R2灯） 角島大橋橋梁灯（L2灯）の西北西方約70メートル
- 角島大橋橋梁標（L1標） 長門伊瀬灯台（山口県豊浦郡豊北町）の南西方約1.2キロメートル
- 角島大橋橋梁標（L2標） 長門伊瀬灯台（山口県豊浦郡豊北町）の南西方約1.2キロメートル
- 角島大橋橋梁標（R1標） 角島大橋橋梁標（L1標）の西北西方約70メートル
- 角島大橋橋梁標（R2標） 角島大橋橋梁標（L2標）の西北西方約70メートル
- 宇部港宇部興産大橋橋梁灯（P1灯）宇部港宇部興産大橋橋梁灯（C1灯）の北西方約190メートル
- 宇部港宇部興産大橋橋梁灯（P2灯）宇部港宇部興産大橋橋梁灯（C1灯）の北西方約190メートル
- 宇部港宇部興産大橋橋梁灯（P3灯）宇部港宇部興産大橋橋梁灯（C1灯）の北西方約85メートル
- 宇部港宇部興産大橋橋梁灯（P4灯）宇部港宇部興産大橋橋梁灯（C1灯）の北西方約85メートル
- 宇部港宇部興産大橋橋梁灯（L1灯）宇部港宇部興産大橋橋梁灯（C1灯）の北西方約60メートル
- 宇部港宇部興産大橋橋梁灯（C1灯）山口県宇部港（宇部港西防波堤灯台の西北西方約1.9キロメートル）
- 宇部港宇部興産大橋橋梁灯（R1灯）宇部港宇部興産大橋橋梁灯（C1灯）の南東方約60メートル
- 宇部港宇部興産大橋橋梁灯（P5灯）宇部港宇部興産大橋橋梁灯（C1灯）の南東方約85メートル
- 宇部港宇部興産大橋橋梁灯（P6灯）宇部港宇部興産大橋橋梁灯（C1灯）の南東方約85メートル
- 宇部港宇部興産大橋橋梁灯（P7灯）宇部港宇部興産大橋橋梁灯（C1灯）の南東方約280メートル
- 宇部港宇部興産大橋橋梁灯（P8灯）宇部港宇部興産大橋橋梁灯（C1灯）の南東方約280メートル
- 宇部港宇部興産大橋橋梁灯（L3灯）宇部港宇部興産大橋橋梁灯（C1灯）の南東方約310メートル
- 宇部港宇部興産大橋橋梁灯（C3灯）山口県宇部港（宇部港西防波堤灯台の西北西方約1.9キロメートル）
- 宇部港宇部興産大橋橋梁灯（R3灯）宇部港宇部興産大橋橋梁灯（C1灯）の南東方約430メートル
- 宇部港宇部興産大橋橋梁灯（P9灯）宇部港宇部興産大橋橋梁灯（C1灯）の南東方約450メートル
- 宇部港宇部興産大橋橋梁灯（P10灯）宇部港宇部興産大橋橋梁灯（C1灯）の南東方約450メートル
- 笠戸大橋橋梁灯（C1灯） 山口県徳山下松港第2区（笠戸大橋南側面中央）
- 笠戸大橋橋梁灯（C2灯） 山口県徳山下松港第2区（笠戸大橋北側面中央）
- 笠戸大橋橋梁灯（L1灯） 笠戸大橋橋梁灯（C1灯）の西南西方約39メートル
- 笠戸大橋橋梁灯（L2灯） 笠戸大橋橋梁灯（C2灯）の西南西方約39メートル
- 笠戸大橋橋梁灯（R1灯） 笠戸大橋橋梁灯（C1灯）の東北東方約39メートル
- 笠戸大橋橋梁灯（R2灯） 笠戸大橋橋梁灯（C2灯）の東北東方約39メートル
- 大島大橋橋梁灯（C1灯） 山口県大島郡周防大島町（大島大橋西側面中央）
- 大島大橋橋梁灯（C2灯） 山口県大島郡周防大島町（大島大橋東側面中央）
- 大島大橋橋梁灯（L1灯） 大島大橋橋梁灯（C1灯）の北方約140メートル
- 大島大橋橋梁灯（L2灯） 大島大橋橋梁灯（C1灯）の北方約140メートル
- 大島大橋橋梁灯（R1灯） 大島大橋橋梁灯（C1灯）の南方約140メートル
- 大島大橋橋梁灯（R2灯） 大島大橋橋梁灯（C2灯）の南方約140メートル

## 灯標
- 平郡沖ノ瀬灯標 五十谷鼻（山口県柳井市（平郡島））の南西方約500メートル
- センガイ瀬灯標 山口県大島郡周防大島町（センガイ瀬）
- 舵掛岩灯標 山口県熊毛郡上関町（舵掛岩）
- 沖家室島長瀬灯標 山口県大島郡周防大島町（沖家室島長瀬）
- オモゼ灯標 周防野島灯台（山口県防府市）の南南西方約1.3キロメートル
- 円岩灯標 山口県熊毛郡田布施町（円岩）
- 亀岩灯標 山口県熊毛郡上関町（亀岩）
- 根ナシ礁灯標 山口県大島郡周防大島町（根ナシ礁）
- 周防牛島灯標 開附鼻（山口県光市（牛島））の北北東方約90メートル
- 周防筏瀬灯標 山口県熊毛郡平生町（筏瀬）
- 瀬戸ノ石灯標 沖家室島（山口県大島郡周防大島町）北端の東北東方約150メートル
- 大石灯標 山口県大島郡周防大島町（大石）

## 導灯
- 上関導灯（後灯） 山口県熊毛郡上関町（前灯の南南東方約60メートル）
- 上関導灯（前灯） 山口県熊毛郡上関町（室津灯台の西南西方約350メートル）
- 宇部港東導灯（後灯）山口県宇部港（前灯の南東方約1.6キロメートル）
- 宇部港東導灯（前灯）山口県宇部港（宇部港西防波堤灯台の南東方約1.2キロメートル）
- 徳山下松港トクヤマ南陽工場導灯（後灯） 山口県徳山下松港第1区（前灯の北方約250メートル）
- 徳山下松港トクヤマ南陽工場導灯（前灯） 山口県徳山下松港第1区（徳山下松港地ノ筏灯台の北方約1.0キロメートル）
- 徳山曹達南陽導灯（後灯）山口県徳山下松港第1区（前灯の北方約1.2キロメートル）
- 徳山曹達南陽導灯（前灯）山口県徳山下松港第1区（徳山下松港地ノ筏灯台の北方約1.0キロメートル）
- 徳山下松港JXTGエネルギー導標（後標） 山口県徳山下松港第4区（前標の北北東方約150メートル）
- 徳山下松港JXTGエネルギー導標（前標） 山口県徳山下松港第4区（JXTGエネルギーK-ー桟橋中央）
- 徳山下松港JXエネルギー導標（後標）山口県徳山下松港第4区（前標の北北東方約150メートル）
- 徳山下松港JXエネルギー導標（前標）山口県徳山下松港第4区（JXエネルギー-ー桟橋中央）
- 徳山下松港東ソー第3導灯（後灯） 山口県周南市（前灯の北西方約40メートル）
- 徳山下松港東ソー第3導灯（前灯） 山口県周南市（徳山下松港東ソーセメント1号桟橋灯台の西北西方約260メートル）

## 浮標
- 徳山出光第1号浮標 山口県徳山下松港第1区内（蛇島三角点の南東方約430メートル）
- 徳山出光第2号浮標 山口県徳山下松港第1区内（蛇島三角点の東南東方約580メートル）

## シーバース灯
- 中国電力柳井発電所シーバース灯 山口県柳井港（中国電力株式会社LNG揚液桟橋中央）
- 徳山下松港JXTGエネルギーシーバース灯 山口県徳山下松港第4区（JXTGエネルギー東桟橋中央））
- 西部石油宇部沖シーバース灯 本山灯標（山口県宇部港）の南南西方約6.3キロメートル
- 徳山出光大浦6号シーバース灯 山口県徳山下松港第3区（大浦6号桟橋外端）
- 徳山出光大浦7号シーバース灯 山口県徳山下松港第3区（大浦7号桟橋中央）

## 無線方位信号所
- 八島南方無線方位信号所 八島灯台（山口県熊毛郡上関町）の南方約2.3キロメートル（伊予灘航路第5号灯浮標）
- 周防野島無線方位信号所 山口県防府市（野島）

## 施設灯
- 岩国港JXTGエネルギー原油桟橋施設灯 山口県岩国港第1区（原油桟橋外端）
- 岩国港JXTGエネルギーLPG桟橋施設灯 山口県岩国港第1区（LPG桟橋外端）
- 徳山下松港出光興産第1号係留用施設灯 山口県徳山下松港第3区（岩島灯台の北東方約1.2キロメートル）
- 徳山下松港SBT1号出荷桟橋施設灯 山口県徳山下松港第3区（STB1号出荷桟橋外端）